# Gio. Ansaldo & C.

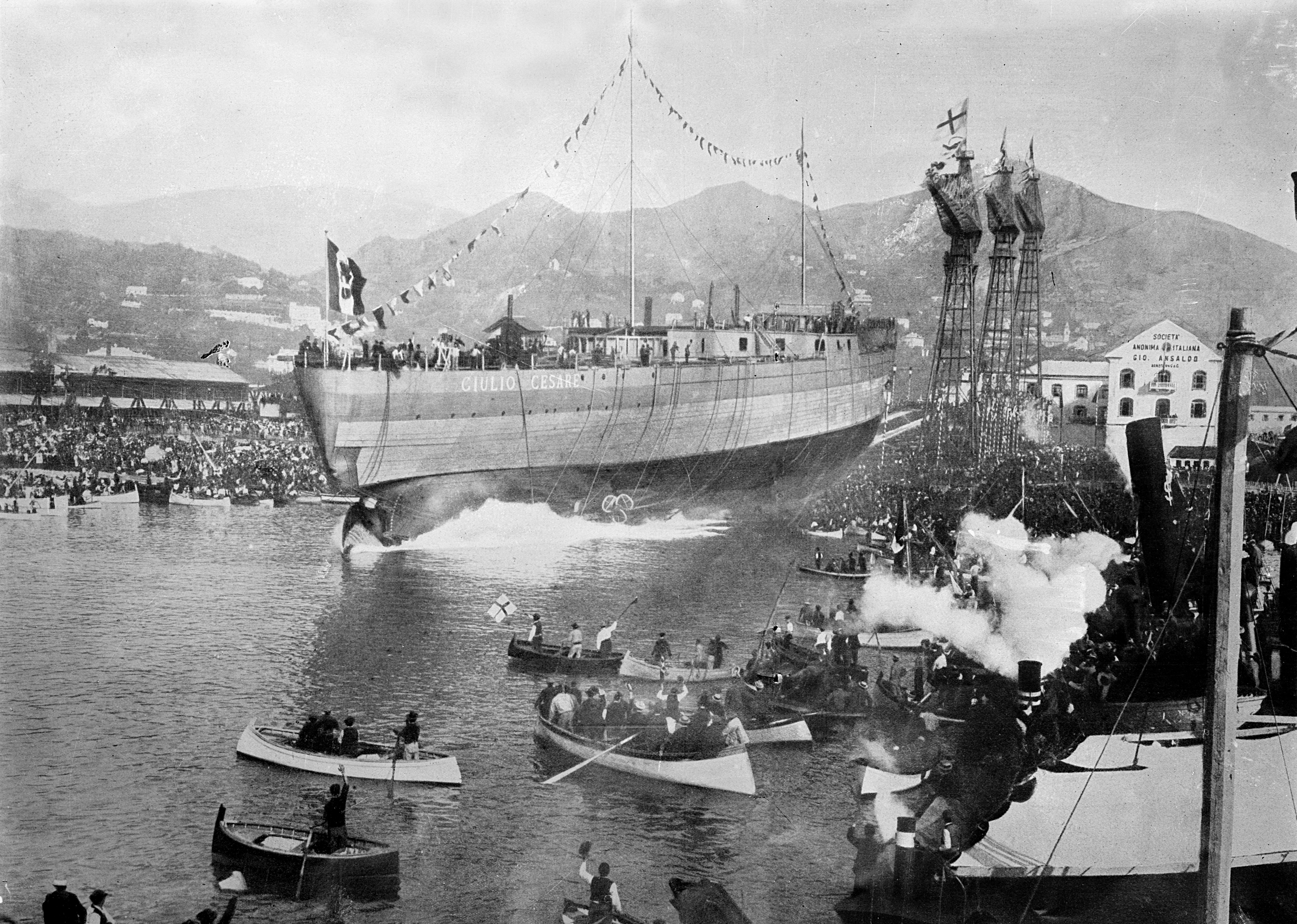
Slagskeppet Giulio Cesare löper av stapeln i Sestri Ponente, Genua

Gio. Ansaldo & C. var ett av Italiens äldsta och viktigaste verkstadsindustrier. Bolaget grundades i Genua 1853 och kom att tillverka fartyg, flygplan och lokomotiv. Bolaget gick upp i Finmeccanica 1993 och bolagets verksamheter hamnade även i separata bolag: AnsaldoBreda, Ansaldo Energia och Ansaldo STS.
Bolaget grundades för tillverkning och reparationer av järnvägskomponenter och avancerade i rask takt till att ha 10 000 anställda. Bolaget expanderade sin verksamhet till varvsindustri och verkstadsindustri. 1904 köptes bolaget av Ferdinando Maria Perrone som satsade på att utveckla bolagets verksamhet inom järnindustrin och vapentillverkning. Bolaget kom att profitera på sin vapenindustri under första världskriget då det genom kriget växte enormt och kom att ha 80 000 anställda. Ansaldo lade under sig en rad företag, bland annat A. Cerpelli & C., Banca industriale Italiana, Cantieri Officine Savoia, Dynamit Nobel, Gio.Fossati & C., Lloyd Italico, Nazionale di Navigazione, Pomilio, Società Idroelettrica Negri och Transatlantica Italiana.
Krigsslutet innebar en kris för bolaget som räddades från konkurs av ett konsortium under ledning av centralbanken Banca d’Italia. Bolaget var i fortsatt kris under 1920-talet och hamnade under statligt ägande i form av Istituto per la Ricostruzione Industriale (IRI). Bolaget kunde nu återigen växa genom Mussolini-regimens krigsrustning. 1948 blev bolaget en del av Finmeccanica som bland annat gjorde sig av med bolagets varvsindustri som gick till Italcantieri i Trieste 1966. 